# Don't you see!
「Don't you see!」（ドン・チュー・シー）は、ZARDの19作目のシングル。

## 背景
表題曲は、フジテレビ系アニメ『ドラゴンボールGT』の第2期エンディングテーマに使用され、1996年の『YAWARA! Special ずっと君のことが…。』で主題歌・挿入歌を手掛けて以来のアニメタイアップである。
カップリング曲の「帰らぬ時間の中で」は、日本テレビ『いま人』テーマソング。カップリング曲にタイアップが付いたのはこの曲が初。
当初は12月16日発売予定で告知されていたが、制作上の都合により翌年1月6日に発売延期になっている。それに伴い既に印刷されていたジャケットを破棄した上で、発売日を修正し再度刷り直しが行われている。なお、年末年始の物流事情により、前年12月28日に入荷された上で販売が行われていた。この件は、当時B-GramのメッセージサービスB-VOICEで告知されていた。

## 制作

### Don't you see!
初回出荷と2次出荷以降でミックスが異なり、アルバムに収録されているバージョンは全て2次出荷以降のミックスのものである。なお1次出荷バージョンは『ZARD CD & DVD COLLECTION』27号に収録のTV on-air ver.を63号に重複して収録してしまったお詫びの代替曲として配信されている。
オンエアバージョン・製品盤共に、編曲は葉山たけし名義になっているが、当時のエンジニアのHarukaによると、何人ものアレンジャーによるいくつもの別バージョンがあるといい、それでも納得いくものが出来なかったとして最終的にいくつかのアレンジをくっつけて一つにしてしまったとのことである。表向きにはアレンジャーは葉山だが、葉山が製品になった物を聴いた時に言った「これ、俺のアレンジじゃないよ〜」という言葉が印象的だったという。

### 帰らぬ時間の中で
別れてしまった恋人のことを懐かしむ曲。
シングル『永遠』と同時進行で制作され、作曲・編曲はZARDの楽曲として初めて徳永暁人が手がけた。徳永は本作以降、数多くの作品で編曲を担当することになる。

## リミックス・ヴァージョン
1997年5月に、Styling Recordsレーベルより、表題曲のリミックスを収録したアナログ盤『Don't U see ! Double Front Project Remix Feat. IZUMI SAKAI from ZARD』が3,000枚限定で発売された。

## ディスクジャケット
ジャケット裏が『ドラゴンボールGT』のイラストになっているが、これはアニメコーナーで本作を展開するために施されているものである。

## ミュージック・ビデオ
1996年の夏にニューヨークで撮影された。タイムズスクエアの街並みを中心にして、ジャケット写真と同じスーツを着て信号機にぶら下がる姿や、道に座り込んでいる様子などで構成されたものが発表されていたが、坂井の死後、前記の映像とともに同じくニューヨークでロケされた、モード系のメイクをした坂井や、胸元を強調したレザーの上下を着た坂井など、さながら七変化をするかのように再構成したものが発表された。

## 記録
1999年に行われた、ベスト・アルバム『ZARD BEST 〜Request Memorial〜』のファン投票で表題曲が1位、カップリング曲が32位（カップリング曲としては3位）を獲得した。また、2007年に行われたファン投票では17位となり、ベストアルバム『ZARD Request Best 〜beautiful memory〜』にはライブバージョンが収録された。

### チャート成績
初動枚数は23.1万枚と、14thシングル「Just believe in love」以来、5作ぶりに30万枚を下回ったが、16thシングル「サヨナラは今もこの胸に居ます」から4作連続で初登場1位、累計売上は60万枚を突破した。同アニメの主題歌で唯一オリコン1位を獲得したシングルである。

## 収録曲
1. Don't you see!
作詞：坂井泉水
作曲：栗林誠一郎
編曲：葉山たけし
2. 帰らぬ時間の中で
作詞：坂井泉水
作曲・編曲：徳永暁人
3. Don't you see!（オリジナルカラオケ）
4. 帰らぬ時間の中で（オリジナルカラオケ）

## 楽曲の収録アルバム
- ZARD BLEND 〜SUN&STONE〜（#1、シングルとは別ミックス）
- ZARD BEST 〜Request Memorial〜（#1、シングルとは別ミックス）
- ZARD Cruising & Live 〜限定盤ライヴCD〜（#1、ライブバージョン）
- Golden Best 〜15th Anniversary〜（#1、シングルとは別ミックス）
- ZARD Request Best 〜beautiful memory〜（#1、'07 Live Ver.）
- ZARD SINGLE COLLECTION 〜20th ANNIVERSARY〜（#1,2、#1はシングルとは別ミックス）
- ZARD ALBUM COLLECTION 〜20th ANNIVERSARY〜（#1、TV on-air ver.）
- ZARD Forever Best 〜25th Anniversary〜（#1、シングルとは別ミックス）